# Paul Watzlawick
Paul Watzlawick (Villach, 25 de juliol de 1921 - Palo Alto, 31 de març de 2007) va ser un teòric, filòsof i psicòleg austríac nacionalitzat estatunidenc. Va ser un dels principals autors de la Teoria de la comunicació humana i del Constructivisme radical, i una important referència en el camp de la Teràpia familiar, Teràpia sistèmica i, en general, de la Psicoteràpia. Des de l'any 1960, va residir i va treballar la resta de la seva vida a l'Escola de Palo Alto i a la Universitat Stanford.

## Biografia
Després de completar els seus estudis primaris a Villach, Watzlawick va estudiar Psicologia i Filologia a la Università Ca' Foscari Venezia on es va graduar el 1949. Va treballar al C. G. Jung-Institut Zürich, on es va doctorar en Filosofia i es va graduar en Psicologia analítica l'any 1954. El 1957 va continuar la seva tasca de recerca a la Universitat d'El Salvador.
El 1960, va ser convidat per Don deAvila Jackson a continuar les seves investigacions al Mental Research Institute de Palo Alto, a Califòrnia. El 1967, va començar a impartir classes de Psiquiatria a la Universitat Stanford. Allà, Watzlawick va estudiar en companyia dels seus col·legues la Teoria del doble vincle (double bind)', encara que la seua major aportació, en relació també amb el treball de Gregory Bateson, és en el camp de l'esquizofrènia.

## Axiomes sobre la comunicació humana
Després d'anys d'investigació, Watzlawick va arribar a una teoria de sistemes que se centra en la comunicació humana, a la qual es va denominar «enfocament internacional». Aquesta teoria sosté que la comunicació és un sistema obert en el qual es produeix l'intercanvi de missatges. Consta de cinc axiomes:
- És impossible no comunicar-se. Tot comportament és una forma de comunicació. Com que no hi ha forma contrària al comportament («no comportament» o «anticomportament»), tampoc no existeix la «no-comunicació». Això no es refereix únicament al llenguatge, ja que hi ha altres formes de comunicació, com el llenguatge corporal o les «tècniques de desqualificació», és a dir, les maneres de comunicació per les quals s'invaliden els missatges d'un altre.

- Tota comunicació té un «nivell de contingut» i un «nivell de relació», de manera que l'últim classifica el primer i és, per tant, una metacomunicació. Això vol dir que tota comunicació té, a més del significat de les paraules, més informació sobre com vol ser entès qui parla, i com la persona receptora entén el missatge rebut. Per tant, es visualitza com el primer veu la seva relació amb el receptor de la informació. Per exemple, el comunicador diu: «Cuida't molt». El «nivell de contingut» en aquest cas podria ser evitar que passi alguna cosa dolenta i el «nivell de relació» seria d'amistat-paternalisme.

- La naturalesa d'una relació depèn de la gradació que els participants facin de les seqüències comunicacionals entre ells. Tant l'emissor com el receptor de la comunicació estructuren el flux de la comunicació de diferent forma i, així, interpreten el seu propi comportament com a mera reacció davant l'altre. Cadascun creu que la conducta de l'altre és «la» causa de la seva pròpia conducta, quan la veritat és que la comunicació humana no pot reduir-se a un senzill joc de causa-efecte, sinó que és un procés cíclic, en el qual cada part contribueix a la continuïtat (o ampliació, o modulació) de l'intercanvi.

- La comunicació humana implica dues modalitats: la digital (verbal) i l'analògica (no verbal). La comunicació no implica simplement les paraules parlades (comunicació digital: «el que es diu»). També és important la comunicació no verbal (o comunicació analògica: «com es diu»), fet que es reflecteix en la corporalitat que s'utilitza a l'hora de comunicar-se, les senyals que es fan, com s'empra la mirada, etc. D'aquesta manera, l'enviament de la informació és digital, mentre que l'aspecte relacional és analògic, fet que fa més ambigua la interpretació, però és més beneficiós des del punt de vista comunicatiu.

- Els intercanvis comunicacionals poden ser tant simètrics com complementaris. Si la relació de les persones comunicants està basada en intercanvis igualitaris, és a dir, tendeixen a igualar la seva conducta recíproca (per exemple: el grup A critica fortament el grup B, el grup B critica fortament el grup A), es pot apreciar una relació simètrica. En canvi, si està basada en intercanvis additius, és a dir, on un i altre es complementen, produint un acoblament recíproc de la relació (per exemple: A es comporta de manera dominant, B s'até a aquest comportament), generant la producció d'una relació complementària. Per tant, una relació complementària és la que presenta un tipus d'autoritat (pare-fill, professor-alumne) i la simètrica és la que es presenta en éssers d'iguals condicions (germans, amics, amants, etc.)

### Comunicació fracassada entre individus
Els fracassos en la comunicació entre individus es presenten quan:
- Aquests es comuniquen en un codi diferent
- El codi en el qual transmet el missatge ha estat alterat dins del canal
- Hi ha una falsa interpretació de la situació
- Es confon el nivell de relació pel nivell de contingut
- Hi ha una mala puntuació en la seqüència dels fets
- La comunicació digital no concorda amb la comunicació analògica

### Comunicació reeixida entre individus
La comunicació entre individus és bona quan:
- El codi del missatge és correcte
- S'eviten alteracions en el codi dins del canal
- Es té en compte la situació del receptor
- S'analitza el quadre en el qual es troba la comunicació
- La puntuació en la seqüència dels fets està ben definida
- La comunicació digital concorda amb la comunicació analògica
- El comunicador té el seu receptor

## La teoria del doble vincle
Encara que se li atribueixi el mèrit a Gregory Bateson, la veritat és que la teoria del doble vincle és obra de l'equip d'investigació de Palo Alto, del qual formava part Paul Watzlawick.
Aquesta teoria es basa en l'anàlisi de la comunicació, atenent la teoria lògica de Bertrand Russell. Estudia les situacions comunicatives en què es donen ambigüitats lèxiques o contradiccions en el missatge. Va néixer com a explicació de l'origen psicològic de l'esquizofrènia. S'anomena «doble vincle» el dilema que neix de dues o més proposicions contradictòries entre si. Segons els contribuents a aquesta teoria, una situació comunicativa errònia pot derivar en trastorns psíquics.

## Relació amb el constructivisme
La pregunta «què sabem?» es correspon amb el resultat obtingut sobre la investigació de la realitat, suposant que la veritable realitat pugui ser coneguda. Per contra, una realitat inventada (construïda) mai no serà una realitat vertadera. Si es planteja la pregunta de «com podem conèixer?», cal observar la manera en què actua l'enteniment. Aquesta qüestió no abasta fets existents independentment del subjecte, sinó processos mentals dels quals no es pot estar segur. Així, doncs, es pot entendre que és el «com» allò que determina el «què». Una de les preguntes que més ha ocupat el pensament humà al llarg dels anys és la de «com sabem el que creiem saber?». Aquesta qüestió s'ha d'entendre des del punt de vista que sosté que la realitat és una construcció de qui insisteix en descobrir-la: «la realitat suposadament trobada és una realitat inventada on l'inventor no és conscient d'això, sinó que creu que aquesta realitat és aliena a ell i, a partir d'aquí, percep el món i actua en ell». A mitjan segle XX apareix el terme constructivisme relacionat amb el suposat descobriment de la realitat. Especialistes de diferents camps d'investigació expliquen com són inventades diferents realitats tenint en compte els supòsits que es donen per objectius de la realitat exterior, quan en realitat són conseqüències de la recerca d'aquesta realitat.
La Psicologia Experimental ha desenvolupat un seguit d'experiments que guarden relació amb la invenció d'una realitat. Es tracta d'una sèrie de tests en els quals no hi ha cap relació entre la conducta del subjecte i la resposta per part de l'examinador. Un d'aquests experiments és el desenvolupat per Alex Bavelas: es llegeix en veu alta al subjecte una sèrie de números, per exemple «31 i 60». L'investigador li diu que tracti de descobrir si aquests números «calcen» o no, al que el subjecte pregunta que en quin sentit han de calçar. A partir d'aquí, l'experimentador li diu que l'únic que ha de fer és tractar de descobrir les regles de tal correspondència. Així, el subjecte comença a respondre sense cap ordre si «calcen» o es «corresponen», millorant cada vegada més el seu rendiment. El subjecte arriba a crear una hipòtesi de la qual cada vegada està més segur. El que ell no sap és que entre les respostes que dona i les reaccions de l'experimentador no existeix cap relació immediata. L'experimentador li diu que les seves respostes són correctes, creant en el subjecte una concepció de la «realitat» que serveix com a base per l'«ordre» de les parelles de nombres. Aquesta concepció pot ser tan forta que el subjecte s'aferra a ella fins i tot quan l'experimentador li diu que les seves reaccions eren no contingents. El subjecte inclús suposa haver descobert un ordre o una regularitat que se li ha escapat a l'experimentador. Gràcies a experiments com aquest es pot veure com el subjecte inventa una realitat que suposa haver descobert, quan en realitat, l'únic que vol dir és que la imatge de la realitat construïda correspon a les condicions del test. El mateix passa amb la realitat ontològica: les realitats que l'ésser humà pren per «veritables» són únicament percepcions que no es contradiuen amb les condicions, atès que el subjecte està inventant una realitat suposadament descoberta per la manera en què la cerca.

## Profecies que s'autoacompleixen
Watzlawick va afirmar que el real és allò que és denominat com a tal per un nombre considerable de persones, és a dir, que la realitat no és més que una convenció interpersonal. Al seu torn, distingeix entre una realitat de primer ordre, que abasta objectes que existeixen objectivament i una realitat de segon ordre, relativa a el sentit que s'atorga a aquests objectes. Aquesta darrera situa l'encreuament entre objecte i subjecte. Una profecia que s'autoacompleix és una suposició que, per haver-se fet, converteix en realitat un succés previst i d'aquesta manera confirma la seva pròpia «exactitud». Per exemple: algú suposa que el menyspreen, de manera que adoptarà una actitud com si tingués certesa d'això. En comportar-se així, generarà en el proïsme un sentiment que li farà comportar-se com si de veritat el menyspreés. D'aquesta manera, la seva suposició s'ha acomplert.
El pensament causal tradicional respon a una causalitat lineal: A-B. A és la causa que succeeixi B, de manera que B no té cap efecte sobre A. Tanmateix, això no és sempre així. Un fet futur pot arribar a produir efectes en el present. Aquests efectes faran real el fet pronosticat. D'aquesta manera, el futur pot determinar el present. Watzlawick posa el següent exemple: «el 1979, els diaris de Califòrnia publicaren notícies sobre la futura reducció del subministrament de benzina. Els conductors, en l'assabentar-se de la notícia, van precipitar-se als sortidors per a omplir els seus dipòsits, fet que va provocar l'escassetat de gasolina». Així fracassa el pensament causal tradicional: l'escassetat no s'hauria produït si no s'hagués pronosticat. Això es pot entendre com una construcció de l'ésser humà. Un acte que és el resultat d'una profecia que s'autoacompleix crea primer les condicions perquè es doni el succés esperat i, en aquest sentit, crea precisament una realitat que no s'hauria donat. Aquest acte no és ni veritable ni fals, simplement es crea una situació i amb ella la seva pròpia «veritat».
Es poden veure els fets des de dues perspectives. En primer lloc, es reacciona a un fenomen que ja es desenvolupa en el present i s'influeix en el seu esdevenir. Per la seva banda, la visió que sosté que l'esdevenir es desencadena per obra de les mesures que es prenen com a presumpta reacció a l'esdevenir de coses esperat. La presumpta reacció és una causa: la profecia d'un succés fa que s'acompleixi la pròpia profecia. Tot això es porta a les relacions interpersonals, el que l'autor anomena puntuació de la seqüència dels fets. Aquesta postura sosté que la mateixa realitat interpersonal es pot interpretar de manera diferent atenent a causes directament oposades. En una discussió, es creen realitats contradictòries que engendren 2 profecies que s'autoacompleixen: les maneres de conducta que es consideren com a reacció a una altra conducta provoquen la conducta aliena i justifiquen la pròpia. No obstant això, aquestes profecies es poden utilitzar deliberadament i amb una finalitat. No totes les profecies s'autoacompleixen. Perquè succeeixi això, és important creure en la profecia. Només quan la profecia es veu com un fet, pot influir en el present i acomplir-se. Quan es prescindeix de la creença, falta també l'efecte.
Seria un error pensar que això només es compleix en relació amb l'ésser humà. Les profecies que s'autoacompleixen van molt més enllà. Robert Rosenthal va dur a terme un experiment anàleg amb rates: sis investigadors van realitzar els seus experiments amb rates considerades bones i intel·ligents. Els altres sis van haver de treballar amb rates completament oposades. En realitat, les rates eren de la mateixa espècie i tenien les mateixes característiques. Totes van ser sotmeses al mateix experiment. A l'acabar l'experiment, es va demanar als experimentadors que avaluessin subjectivament als animals i es va veure la influència que va tenir dir-los si les rates tenien unes condicions o unes altres. Els experimentadors que havien estat treballant amb rates «no intel·ligents» van elaborar informes negatius sobre elles, tot el contrari va passar respecte de les rates «intel·ligents», quan realment tenien les mateixes característiques.
Aix és pot interpretar com que l'ésser humà es condiciona a si mateix. El que suposadament és la realitat per al subjecte és quelcom inventat. Quan el subjecte construeix la seva realitat, no és conscient d'aquesta invenció, sinó que la interpreta com un descobriment real. Així la converteix en base del seu propi saber i de la seva acció. La realitat objectiva no existeix, l'ésser humà s'alimenta de realitats inventades.

## La persuasió invisible
Juntament amb la publicitat i el màrqueting, els sondejos estableixen una forma de condicionament que ens influeix sense fer-se notar. Al recordar-nos constantment l'opinió de la majoria, en suggereixen que anem en la mateixa direcció ja que, en efecte, els indecisos tendeixen a alinear-se amb l'opinió de la majoria. Així, doncs, segons Watzlawick, un individu aïllat pot acabar dubtant dels seus propis sentiments i arribar, per a no distingir-se, a acceptar l'opinió del major nombre de persones.